# Чернево (Москва)
Че́рнево — бывшее село, вошедшее в состав Москвы в 1984 году. На территории села располагается одноимённый микрорайон.

## История
Первые упоминания о селе относятся к концу XVI века, когда им владел Иван Тараканов. В результате событий Смутного времени село опустело. В 1635 году село было возрождено Фёдором Ивановичем Таракановым. В описании, составленном в это время, указаны дворы вотчинника, приказчика, два людских двора и около 20 крестьянских. В переписной книге 1646 года указано, что селом владеют Яков и Никита Таракановы, а также дьяк Григорий Михайлович Волков. В 1683 году они построили новый господский двор на берегу реки Корюшки и церковь рядом с ним.
К 1704 году сельцо находилось в собственности у Ивана Тараканова. В 1709—1720 годах была возведена каменная церковь. В 1725 году селом владел его сын Алексей. Согласно «Экономическим примечаниям», в 1770-х годах село принадлежало Михаилу Андреевичу. «Экономические примечания» дают описание села:

Село Чернево расположено на овраге. В селе церковь каменная во имя Рождества Христова. Господский дом деревянный на каменном фундаменте. При нём сад регулярный с плодовитыми деревьями, три пруда на овраге, в них рыба: караси и лини, которые, как и плоды, употребляются для домашнего расходу. Земля иловатая, на ней лучше родится овёс, а ячмень, рожь, пшеница и сенные покосы посредственны. Лес еловый, берёзовый, осиновый — в строение годный, в отрубе в 3—4 вершка, вышиною в 4 сажени. В нём звери: лисицы и зайцы; птицы: соловьи, скворцы, дрозды, тетерева и чижи, а в полях — перепелы… Крестьяне состоят на изделье (оброке. — Авт.), земли помещика пашут по 55 десятин в поле. Промышляют хлебопашеством. Женщины сверх полевой работы прядут лён, шерсть и ткут холсты и сукна для своего употребления.
Документальные ревизии 1811 и 1816 годов сообщают, что Чернево в этот период было собственностью Татьяны Максимовны Дубровской, а в 1830-х — 1850-х годах имение принадлежало генерал-лейтенанту Николаю Дмитриевичу Черткову, командиру Тверского 16-го драгунского полка. Его брат Александр Дмитриевич Чертков был историком, основателем знаменитой Чертковской библиотеки, которой пользовались Пушкин, Гоголь и другие. Позднее исчез старый господский дом, выстроенный Таракановыми. Затем село Чернево перешло к их брату статскому советнику Ивану Дмитриевичу Черткову. При нём в середине XIX века в Черневе значилось 32 двора. По данным на 1910 год имелось 67 дворов. 
Увеличение численности населения привело к обострению земельного вопроса. В начале 1920-х годов в селе было 83 домохозяйства и проживало 440 человек, на которых приходилось всего лишь 397 десятин угодий. Земли не хватало, но до революции крестьяне выходили из положения, арендуя лет 30 у владельца соседнего имения Лебедева 63 десятины. В 1919 годы земля была деприватизировано и передана московской Даниловской мануфактуре для организации подсобного хозяйства. Позднее село, по фамилии бывшего владельца, получило название совхоз «Лебедево». По данным на 1923 год, в нём насчитывалось 10 хозяйств, 64 человека, 40 гектаров пашни, 7 лошадей и 13 коров. Весной 1921 года крестьяне Чернева, лишившиеся части земли, созвали собрание, которое обратилось в Подольский уездный земельный комитет с просьбой выделить дополнительную землю взамен отобранной. Это требование было удовлетворено, и крестьяне получили землю бывшего помещика Шубина между селом Чернево и деревней Язовкой. В итоге земельный вопрос на время был решён. В 1930 году последний настоятель храма Николай Воронцов прекратил свою службу. В 1937 году он был расстрелян на Бутовском полигоне.
В 1931 году в селе создается колхоз «Новая жизнь». Кооперация проходила трудно, и первое время из 106 хозяйств деревни в него вошли лишь 42. Колхоз был небольшим. По воспоминаниям старожилов, в нём имелись всего 3 трактора, а остальная работа выполнялась на лошадях. Спустя двадцать лет колхоз вошёл в состав объединённого колхоза имени А. А. Жданова. 
В 1984 году село вошло в состав Москвы, но ещё в течение 15 лет продолжало существовать. В 1989 году сельский храм был возвращён Русской православной церкви. В 1994 году в нём возобновились службы. В 1995 году он был освящён. Летом 2002 года были снесены последние из остававшихся 65 дворов и село прекратило своё существование, уступив многоэтажной застройке.